# 玉女泉道教造像
玉女泉道教造像位於四川省绵阳市涪城区，文物遺址年代判定為唐。1956年8月16日公佈為四川省第一批歷史及革命文物保護單位。分布在玉女泉者，現存50余軀。1980年7月7日，与子雲亭道教造像一同重新公佈為四川省第一批文物保護單位。